# Stępów
Stępów [pronunciación en polaco: /ˈstɛmpuf/] es un pueblo en el distrito administrativo de Gmina Kiernozia, dentro del Distrito de Łowicz, Voivodato de Łódź, en Polonia. Se encuentra aproximadamente 7 kilómetros al oeste de Kiernozia, 20 kilómetros al noroeste de Łowicz, y 57 kilómetros al noreste de la capital regional, Łódź.